# Skuhrov (Velký Borek)
Skuhrov je osada, část obce Velký Borek v okrese Mělník ve Středočeském kraji. Leží dva kilometry jihovýchodně od Mělníka na silnici číslo I/16. Skuhrovem protéká potok Pšovka.

## Historie
První písemná zmínka o vesnici pochází z roku 1357.

## Obyvatelstvo
| Rok            | 1869 | 1880 | 1890 | 1900 | 1910 | 1921 | 1930 | 1950 | 1961 | 1970 | 1980 | 1991 | 2001 | 2011 | 2021 |
| -------------- | ---- | ---- | ---- | ---- | ---- | ---- | ---- | ---- | ---- | ---- | ---- | ---- | ---- | ---- | ---- |
| Počet obyvatel | 257  | 134  | 195  | 172  | 218  | 236  | 228  | 173  | 189  | 167  | 169  | 154  | 165  | 180  | 202  |
| Počet domů     | 51   | 24   | 29   | 29   | 40   | 43   | 52   | 54   | 54   | 51   | 49   | 53   | 54   | 65   | 78   |

## Obecní správa
Při sčítání lidu v letech 1850–1960 Skuhrov byl samostatnou obcí v okrese Mělník. Od 1. července 1960 je částí obce Velký Borek v okrese Mělník.

## Pamětihodnosti
- Socha svatého Jana Nepomuckého